# 基斯 (喬治亞州)
基斯（英語：Keith）是位於美國喬治亞州卡圖薩縣的一個非建制地區。該地的面積和人口皆未知。

## 地理
基斯的座標為34°55′05″N 85°02′31″W / 34.91806°N 85.04194°W，而該地的平均海拔高度為270米（即886英尺）。